# 吉格索群島
吉格索群島（英語：Jigsaw Islands），是南極洲的群島，屬於帕默群島的一部分，處於溫克島西南端，由英國南極名稱諮詢委員會命名，現時由南極條約體系管理。